# Kasteel van Montgeoffroy
Het Kasteel van Montgeoffroy (Frans: Château de Montgeoffroy) is een Frans kasteel uit de 18e eeuw nabij Mazé in het departement Maine-et-Loire. Het kasteel werd beschermd in 1954.

## Geschiedenis
In 1676 werd de plaats Montgeoffroy, waar een oud kasteel stond, verworven door Érasme de Contades. In 1772 besloot zijn nazaat veldmaarschalk Louis Georges Érasme de Contades, gouverneur van de Elzas, het kasteel te laten herbouwen om er van zijn pensioen te genieten. Daarvoor deed hij een beroep op de Parijse architect Jean-Benoît-Vincent Barré, die samen moest werken met een lokale architect, Simier.
Aangezien de veldmaarschalk niet in Anjou verbleef werden de werken hoofdzakelijk uitgevoerd onder leiding van zijn zoon, de markies van Contades, zijn schoondochter Julie Constantin de Marans, zijn voormalige minnares Hélène Hérault en haar schoondochter Marie-Marguerite de La Lande. De bouw nam drie jaar in beslag.

## Architectuur
Het oude kasteel werd met de grond gelijk gemaakt, maar de Parijse architect Nicolas Barré behield het U-vormige bouwplan, de twee torens en de slotgrachten, evenals de kapel, die dateerde uit 1543. De gevel met uitzicht op de tuin werd naar het noordoosten gericht. Op de hoofdas van het kasteel, tussen de binnenplaats en het park, bevinden zich twee salons. In de hoek recht tegenover de ovale eetkamer leidt de grote trap naar boven.
De maarschalk besloot zijn appartement ten zuiden van de ingang te vestigen. Zo kon hij het nabijgelegen kantoor en buffet in de gaten houden. De ruimte boven de deuren liet hij decoreren met portretten van mooie dienstmeisjes. Hélène Hérault en haar schoondochter namen hun intrek in de hoek van de parterre en het erf.
Het domein heeft op wonderbaarlijke wijze de Franse Revolutie en de Vendée-oorlog doorstaan. Zowel de bijgebouwen, de boerderijen, de kapel als de prieeltjes in het park bleven bewaard. Ook de archieven bleven gespaard en de hele inrichting is nog volgens de inventaris van 1775.